# Víctor y Corona
San Víctor y Santa Corona, también llamada Estefanía, Stefania o Stephana, del griego στέφᾰνος (stéphanos), que significa «corona», son dos mártires cristianos. Santa Corona es venerada en relación con búsquedas de tesoros y, desde 2020, con la pandemia de la COVID-19.

## Leyenda hagiográfica
La leyenda hagiográfica establece que Víctor fue un soldado romano de ascendencia italiana (según fuentes griegas) o ciliciense (según fuentes latinas) que, tras haberse convertido al cristianismo, sufrió martirio por orden de un juez de nombre Sebastián antes de morir decapitado. El suplicio de Víctor, el cual incluyó la extracción de sus ojos, duró tres días: el primer día fue desnudado y quemado con aceite hirviendo, siendo posteriormente azotado hasta el punto de sufrir el desgarro de la piel abrasada. Al tercer día, Corona, de dieciséis o diecisiete años de edad y esposa de otro soldado, se acercó para confortarlo, alentándole a dar su vida por Cristo, motivo por el que el juez ordenó su arresto e interrogatorio. De acuerdo con la passio de Corona, la joven fue atada a dos palmeras las cuales habían sido previamente dobladas a la fuerza para poder sujetar a Corona de ambas, tras lo cual los verdugos que las mantenían dobladas las soltaron, lo que provocó que los árboles regresasen violentamente a su posición original y que Corona, sujeta a cada uno de ellos por ambos brazos y piernas, muriese desmembrada. 
La mayoría de las fuentes sostienen que tanto Víctor como Corona fueron martirizados en Siria durante el reinado de Marco Aurelio (alrededor de 160-170 d. C.), si bien varios textos hagiográficos difieren sobre el lugar del suplicio, con algunos ubicándolo en Damasco, mientras que fuentes coptas lo sitúan en Antioquía y algunos textos occidentales en Alejandría o Sicilia. Las fuentes discrepan así mismo sobre la fecha; ambos pudieron haber sido martirizados durante el reinado de Antonino Pío o Diocleciano, mientras que el martirologio romano afirma que los hechos tuvieron lugar en el siglo III.
La passio de Corona es generalmente considerada ficticia, siendo probable que la propia santa tampoco existiese, aunque las Iglesias católica y ortodoxa aseguran que vivió y padeció martirio. Del mismo modo, algunas fuentes sostienen que los santos eran marido y mujer o cuñados, existiendo igualmente un debate acerca de la procedencia de Corona, con algunas fuentes sugiriendo Siria, Sicilia o Marsella como lugar de origen.

## Reliquias
Existen reliquias de Santa Corona, la más venerada de ambos, en Feltre (Belluno, Italia), Pavia (Italia) y Atricoli (Terni, Italia); en la Catedral de San Leopardo de Osimo (Italia), y en Aachen (Alemania), habiendo sufrido estas reliquias numerosas vicisitudes. Los restos de ambos mártires fueron trasladados en el año 205 de su lugar de enterramiento original (supuestamente Egipto) a Chipre por el mártir Teodoro y por Solino, obispo de Ceronia, lugar donde fueron sepultados el 17 de septiembre. Tras la invasión de los árabes en el año 802, las reliquias fueron transportadas hasta Sicilia, debiendo abandonar la isla dos años después tras la invasión de los sarracenos, siendo ubicadas en Venecia, donde permanecerían dos siglos. Los restos serían llevados posteriormente hasta la pendiente del Monte Miesna, en Feltre, por parte de un obispo con intención de dar prestigio a la ciudad, erigiendo Giovanni da Vidor en 1096, durante la primera cruzada, la Iglesia de SS. Vittore e Corona, donde pasaron a custodiarse las reliquias. En 1354, el rey de Bohemia Carlos IV se detuvo en la ciudad mientras se dirigía rumbo a su coronación en Roma, recibiendo como obsequio por parte de los habitantes la cabeza de Víctor y un brazo de Corona, reliquias que llevó consigo a Roma y que posteriormente trasladó a Praga para su veneración. Por su parte, alrededor del año 1000 el emperador del Sacro Imperio Romano Germánico Otón III llevó varias reliquias de Corona a Aachen, al oeste de Alemania. Estas reliquias serían redescubiertas durante una excavación en la catedral de Aquisgrán en 1910, siendo emplazadas en un santuario ubicado en el interior de la catedral tras ser retiradas de la cripta en la que fueron encontradas.

## Veneración
Los santos Víctor y Corona son conmemorados el 24 de noviembre (11 de noviembre según el calendario ortodoxo), siendo su festividad celebrada el 14 de mayo. Corona es especialmente venerada en Austria y el este de Baviera, existiendo una capilla dedicada a ella en Sauerlach, cerca de Múnich. De igual modo, hay dos iglesias nombradas en su honor en la diócesis de Passau así como dos ciudades en Baja Austria, destacando una estatua dedicada a ella en la Catedral de San Pablo, en Münster.
Corona es considerada patrona de causas relacionadas con el dinero, como las apuestas y cazas de tesoros, esto último como resultado de que un buscador de tesoros declarase haber tenido éxito en su oficio tras invocar a la santa. Por otro lado, en marzo de 2020 la diócesis de Raleigh sugirió invocar a Santa Corona contra la crisis económica mundial provocada por la pandemia de la COVID-19. Pese a que la santa nunca fue considerada patrona de causa alguna relacionada con enfermedades ni se solicitó jamás su intercesión contra pestes ni pandemias, Corona fue invocada también contra el coronavirus, asegurándose durante la pandemia la exhibición de sus reliquias para pública veneración tras el fin de la crisis sanitaria.